# Des diamants pour la dictature du prolétariat (film)
Pour plus de détails, voir Fiche technique et Distribution.
Des diamants pour la dictature du prolétariat (Бриллианты для диктатуры пролетариата, Brillianty dlya diktatury proletariata) est un film d'espionnage soviétique réalisé par Grigori Kromanov, sorti en 1975.
Le film est adapté du roman homonyme, Des diamants pour la dictature du prolétariat (ru), publié par Julian Semenov en 1971. Le film fait partie de la série de films soviétiques mettant en scène l'agent Isaïev alias Max Otto von Stierlitz.

## Fiche technique
Sauf indication contraire, les informations mentionnées dans cette section peuvent être confirmées par la base de données cinématographiques IMDb,  présente dans la section « Liens externes ».
- Titre original : Бриллианты для диктатуры пролетариата, Brillianty dlya diktatury proletariata
- Titre français : Des diamants pour la dictature du prolétariat[1]
- Réalisateur : Grigori Kromanov
- Scénario : Julian Semenov
- Photographie : Jüri Sillart
- Montage : Virve Laev
- Son : Kadi Müür
- Musique : Arvo Pärt
- Décors : Aleksandr Boim, Linda Vernik
- Costumes : Liina Pihlak
- Société de production : Tallinnfilm
- Pays de production :  Union soviétique
- Langue de tournage : russe
- Format : Couleur
- Durée : 151 minutes (2h31)
- Genre : Film d'espionnage
- Dates de sortie :
  - URSS : 3 novembre 1975 (Tallinn), 21 juin 1976 (Moscou)
  - Hongrie : 15 septembre 1977

## Distribution
- Vladimir Ivachov : Isaïev
- Alexandre Kaïdanovski : Vorontsov
- Ekaterina Vassilieva : Anna Viktorovna
- Tatiana Samoïlova : Maria Olenietskaïa
- Margarita Terekhova : Vera
- Edita Piekha : Lida Bosse
- Nikolaï Volkov fils (ru) : Leonid Nikandrov
- Nikolaï Volkov père (ru) : Vladimir Alexandrovitch, père d'Isaïev